# Dian Wei
Dian Wei (?- 208) foi um guerreiro durante a era da dinastia Han do leste e dos Três Reinos da China.
Era tido como um gigante e foi guarda-costas pessoal de Cao Cao estando constantemente ao seu lado. Após o ataque à Zhang Xiu no castelo de Wan, sozinho conteve as tropas inimigas, dando sua própria vida, para que Cao Cao escapasse.